# Синтар (Тимиш)
Синтар (рум. Sintar) насеље је у Румунији у округу Тимиш у општини Богда. Oпштина се налази на надморској висини од 179 m.

## Историја
По "Румунској енциклопедији" место се први пут помиње 1455. године. Почетком 18. века постоји као "Синтар" а то је српски назив. Колонизацијом Немаца 1770-1771. године постаје немачко село и назива се Бухберг, у част секретара бечке дворске Коморе, Еде Бухберга. Године 1782. Повереник за колонизацију Нојман је ту населио још 42 немачке породице.
Аустријски царски ревизор Ерлер је 1774. године констатовао да место "Бухберг" припада Сентмиклошком округу, Липовског дистрикта. Становништво је било немачко католичко.

## Становништво
Према подацима из 2002. године у насељу је живело 16 становника, од којих су сви румунске националности.